# Märchenbrunnen (Dresden-Striesen)

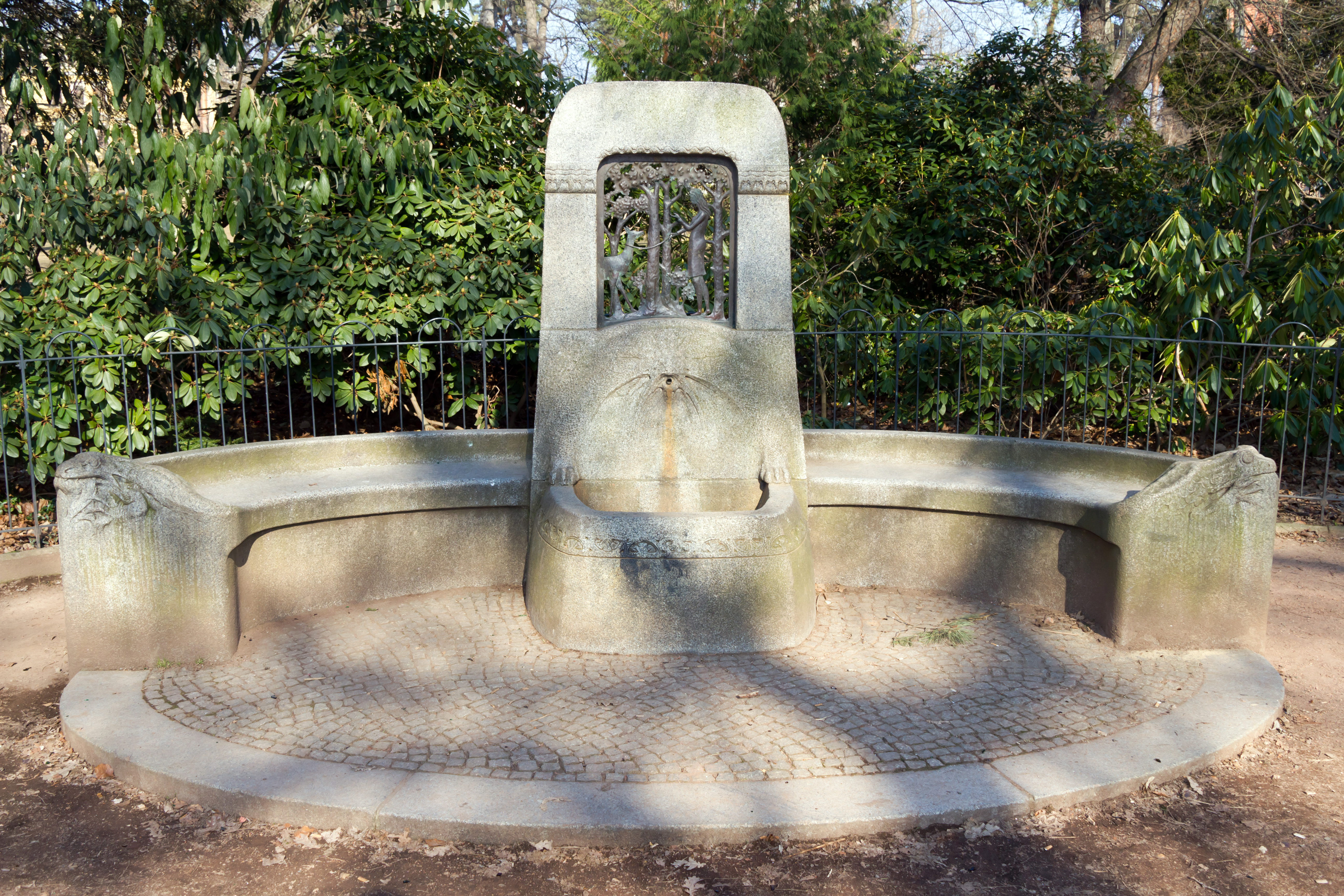
Märchenbrunnen

Der Märchenbrunnen ist eine Brunnenanlage im Hermann-Seidel-Park im Dresdner Stadtteil Striesen. Der Brunnen wurde 1903 von Bruno Hietzig, dem damaligen Besitzer der C.G. Kunath Granitwerke aus Demitz-Thumitz, im Rahmen der Deutschen Städte-Ausstellung gestiftet. Der Entwurf des Brunnens stammt aus dem Architektenbüro Schilling & Graebner, wahrscheinlich von Paula Hietzig, der Ehefrau des Stifters. Er befand sich ursprünglich auf dem Städtischen Ausstellungsgelände in der Nähe des „Lingner-Pavillons“. Nach deren Abschluss wurde er an die Johann-Georgen-Allee in die Nähe des heutigen Deutschen Hygienemuseums umgesetzt. Im Zuge der Umfeld-Baumaßnahmen für das Hygienemuseum und der II. Internationalen Hygiene-Ausstellung wurde der Brunnen 1930 in den heutigen Hermann-Seidel-Park versetzt und dort 1991 saniert sowie die bei der Umsetzung 1930 verlorengegangene Metallarbeit des Grimmschen Märchens zu Brüderchen und Schwesterchen durch eine Replik ersetzt.

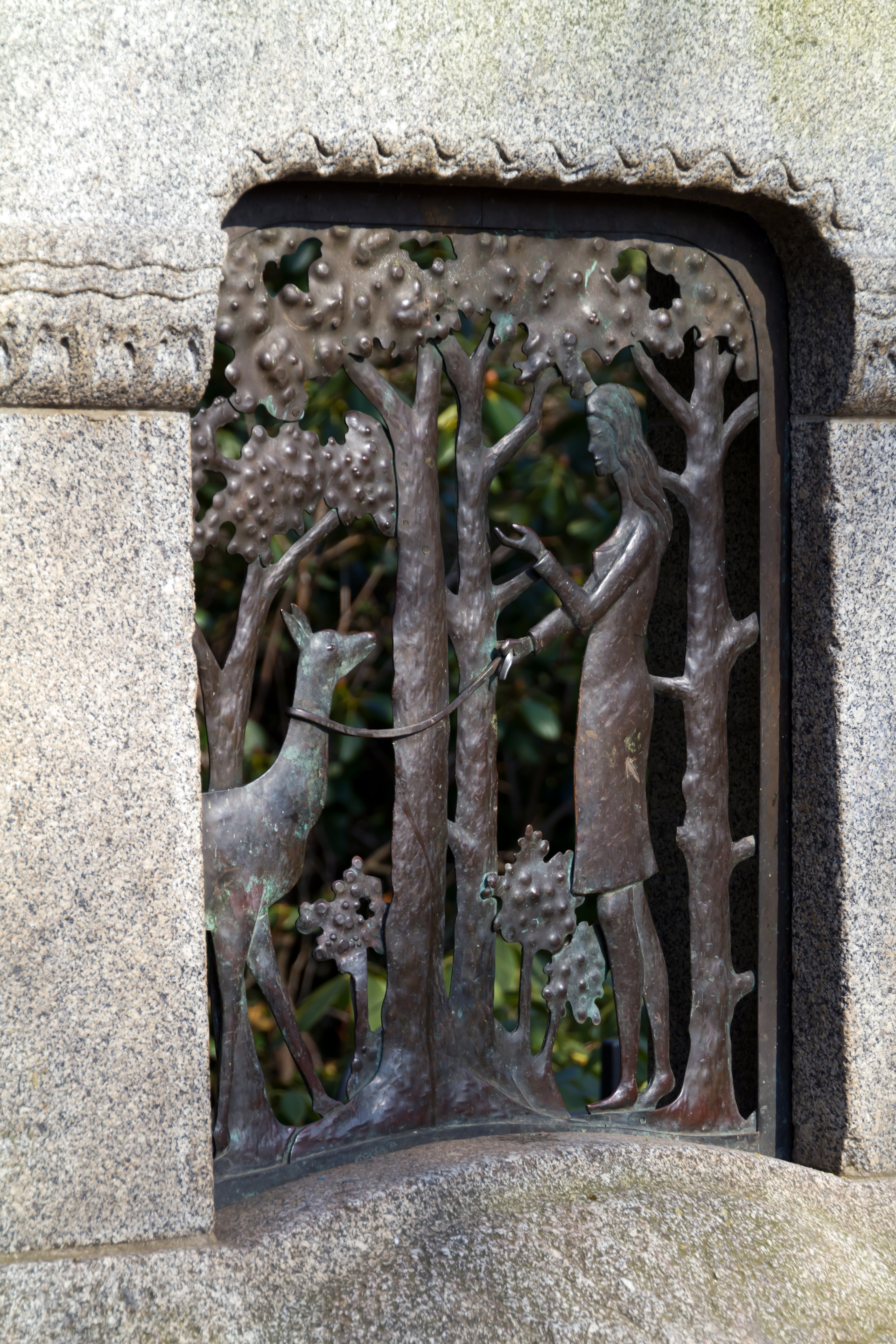
Metalltreibarbeit zu Brüderchen und Schwesterchen

## Geschichte
Im Rahmen der Vorbereitung zur Deutschen Städte-Ausstellung 1903 trat der Besitzer der C.G.Kunath Granitwerke in Demitz-Thumitz an die Stadt heran, um ihr einen Brunnen zu stiften. Diese Stiftung sollte dann endgültig wirksam werden, wenn der Brunnen nach Abschluss der Ausstellung im öffentlichen Raum zu sehen sei. Diese Stiftung nahm die Stadt Dresden an.
Während der Ausstellung wurde dieser Brunnen im Park des Geländes in der Nähe des „Lingner-Pavillons“ (Halle XII, Volkskrankheiten und ihre Bekämpfung) aufgestellt, 1904 bestimmte die Stadt die Kreuzung Johann-Georgen-Allee/Prinz-Albrecht-Straße (heute Lingnerallee/Blüherstraße) als Aufstellungsort. Für die Verbringung und Aufstellung wurden durch sie insgesamt 570 Mark aufgewendet.
Im Zuge der Umgestaltung des Geländes um das Deutsche Hygienemuseum wurde er 1930 an den Standort Hermann-Seidel-Park (damals Volkspark Striesen) versetzt. Während dieser Umsetzung ging die Metallarbeit der Grimmschen Märchendarstellung verloren.
Während der 1991 erfolgten Rekonstruktion wurde nach historischen Foto-Aufnahmen die Märchendarstellung durch Peter Bergmann als Treibarbeit aus Messing und Kupferblech neu gefertigt und 1992 als Replik des Originales neu angebracht.

## Beschreibung
Der in dem damals üblichen Jugendstil geschaffene Brunnen hat durch die Verwendung von Lausitzer Granit im Bereich des Beckens relativ grobe Formen. Ein halbrundes Wasserbecken geht seitlich in Bänke über, die jeweils mit Froschdarstellungen abschließen. Im dominierenden, 2,10 Meter hohen Mittelteil befindet sich eine feingliedrige Metalltreibarbeit, welche eine Szene des Märchens Brüderchen und Schwesterchen der Brüder Grimm mit dem Mädchen und seinem in ein Reh verwandelten Bruder zeigt.
Der Brunnen wird mit Trinkwasser betrieben und über einen kleinen Wassercomputer gesteuert.

## Sonstiges
- Ein weiterer Märchenbrunnen, der Gorbitzer Märchenbrunnen, eine Keramikarbeit von Karl Schönherr befindet sich seit 1986 am Beginn der Höhenpromenade im Dresdner Stadtteil Gorbitz.[2]
- Die „Pension am Märchenbrunnen“ befindet sich im Dresdner Stadtteil Lockwitz und hat mit beiden Brunnen nichts zu tun; die dort auf dem Grundstück befindliche Nachbildung eines Ziehbrunnens ist nicht funktionstüchtig.